# Johann Heinrich Schütte

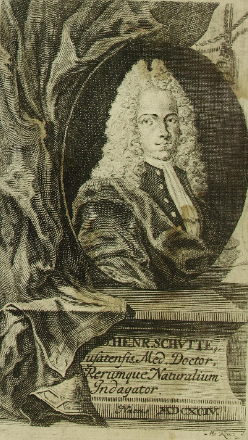
Mediziner und Naturforscher Johann Heinrich Schütte (1694–1774), ca. 1720

Johann Heinrich Schütte (* 11. Juni 1694 in Soest; † 20. Januar 1774 in Kleve) war ein deutscher Mediziner und Naturforscher.

## Leben
Johann Heinrich Schütte studierte unter anderem an der Universität Altdorf und bei Georg Wolfgang Wedel an der Universität in Jena Medizin. Nach seiner Promotion 1719 an der Universität Utrecht wurde er zunächst Stadtphysicus in Vianen. Nach einem Zwischenaufenthalt in Soest zog er 1725 nach Kleve und wurde 1731 Arzt des Schwelmischen Gesundbrunnens. 1732 wurde er für kurze Zeit Garnisonsarzt in Hamm. Später wirkte er als Landphysicus des Herzogthums Cleve und der Grafschaft Mark.
Während seiner Zeit in Jena gab er 1718 die Flora Jenensis seines Kommilitonen Heinrich Bernhard Rupp heraus. Als Medizinstudent hatte dieser verbotenerweise in Jena Vorlesungen über Botanik gehalten, die wesentlich besser waren als die des damaligen Professors Johann Adrian Slevogt. Als Slevogt versuchte, das Manuskript an sich zu bringen, um eine Veröffentlichung zu verhindern, kaufte Schütte 1717 Rupp das Manuskript der Flora Jenensis ab und ließ es 1718 drucken. Vermutlich wäre dieses wichtige Werk ohne das Eingreifen von Schütte nie gedruckt worden.
Im Jahr 1720 gab er die Oryktographia Jenensis heraus, die zu den ältesten Schriften zur Geologie Thüringens gehört. Nach Beschreibung einiger „Naturspiele“ behandelt er auch Nautiliden, Ammoniten, Schnecken und eine Anzahl von Muscheln aus dem Muschelkalk. Dabei gibt er die genauen Fundstellen an, wo er oder seine Gewährsmänner die besprochenen Gegenstände gesehen oder gesammelt haben.
1741 erkannte er die Verwertbarkeit einer wenig zuvor entdeckten mineralreichen Quelle in Kleve und begründete den Kurbetrieb (1742–1914) von Bad Cleve. 1748 veröffentlichte er anonym eine Werbeschrift, welche die Reise einer fiktiven Brunnengesellschaft aus Amsterdam beschreibt und die Vorzüge Kleves ausführlich hervorhebt.

## Schriften
- ’Ορυκτογραφία Jenensis, sive fossilium et mineralium In agro Jenensi brevissima descriptio … cum figuris rarioribus æneis. Accedit ad illustrem & experientissimum Experientissimum Georg. Wolffg. Wedelium De vino Jenensi Epistola. Leipzig 1720 (Digitalisat, Digitalisat SLUB Dresden 2. Auflage, 1761).
- Medicinischer Unterricht Von den Ursachen derer Kranckheiten und des Todes. Soest: Joh[ann] Georg Hermann 1732.
- Amusemens des eaux de Cleve, oder Vergnügungen und Ergötzlichkeiten bey denen Wassern zu Cleve. Zum Nutzen derjenigen, welche die angenehme Gegenden und Merkwürdigkeiten besehen, oder diese Mineral-Wasser gebrauchen wollen. Meyer, 1748 (Digitalisat).
- Der rechte Gebrauch Und Die kräftige Würkung Des Clevischen Gesund-Brunnens. Clevischer Gesundbrunnen 1751.
- Anthropotheologia das ist Anweisung wie man aus der Betrachtung des Menschen nemlich seines Leibes, dessen Glieder und deren Verrichtungen der Seele und ihren Kräften Vermehrung und Unterhaltung des menschlichen Geschlechtes, des Lebens, der Geburt, des Alters, Lebensziels, Krankheiten, Todes, und Auferstehung von den Toden die Allmacht, Weisheit, Gerechtigkeit, Güte und Vorsorge Gottes erkennen könne zur Verherrlichung des grossen Gottes und Erbauung des Nechsten. Gebauer, Halle 1769 (Digitalisat).
- Die wohlunterwiesene Hebamme. Das ist, gründlicher Unterricht von demjenigen, was eine Hebamme wissen. Frankfurt und Wesel: Eßlinger und Röder 1765; Franckfurt am Mayn: Johann Georg Fleischer 1773.